# حزائيل ملك العرب
الملك حزائيل هو أحد ملوك مملكة قيدار وكان مرافقاً للملكة تلهونة ولكنه هرب بعد أن قبض سنحاريب ملك آشور (705 قبل الميلاد ~ 681 قبل الميلاد) على الملكة تلهونة في سنة 688 قبل الميلاد. بعد اغتيال سنحاريب وتولي آسرحدون للحكم (681 قبل الميلاد ~ 669 قبل الميلاد)، ذهب حزائيل إلى نينوى ومعه الهدايا وطلب من آسرحدون أن يعيد آلهة دومة الجندل فقبل آسرحدون ذلك مقابل أن يدفع حزائيل إتاوة سنوية، كما عين آسرحدون الأميرة تبوعة والتي قبض عليها سنحاريب، عينها ملكة مع حزائيل.

## المصدر
- موسوعة المملكة العربية السعودية: منطقة الجوف: التطور التاريخي: عصور ما قبل الإسلام.